# 2 Cassiopeiae
2 Cassiopeiae är en misstänkt variabel (VAR:) i stjärnbilden Cassiopeja. Den har visuell magnitud +5,63 och varierar med okänd amplitud. Baserat på parallaxmätning inom Hipparcosuppdraget på ca 1,9 mas, beräknas den befinna sig på ett avstånd på ca 1 740 ljusår (ca 535 parsek) från solen. Den rör sig närmare solen med en heliocentrisk radiell hastighet på ca -12 km/s.

## Egenskaper
2 Cassiopeiae är en gul till vit ljusstark jättestjärna av spektralklass A4 II. Den har en radie som är ca 24 gånger större än solens och utsänder ca 1 200 gånger mera energi än solen från dess fotosfär vid en effektiv temperatur på ca 7 200 K.